# جوزيف دالتون هوكر

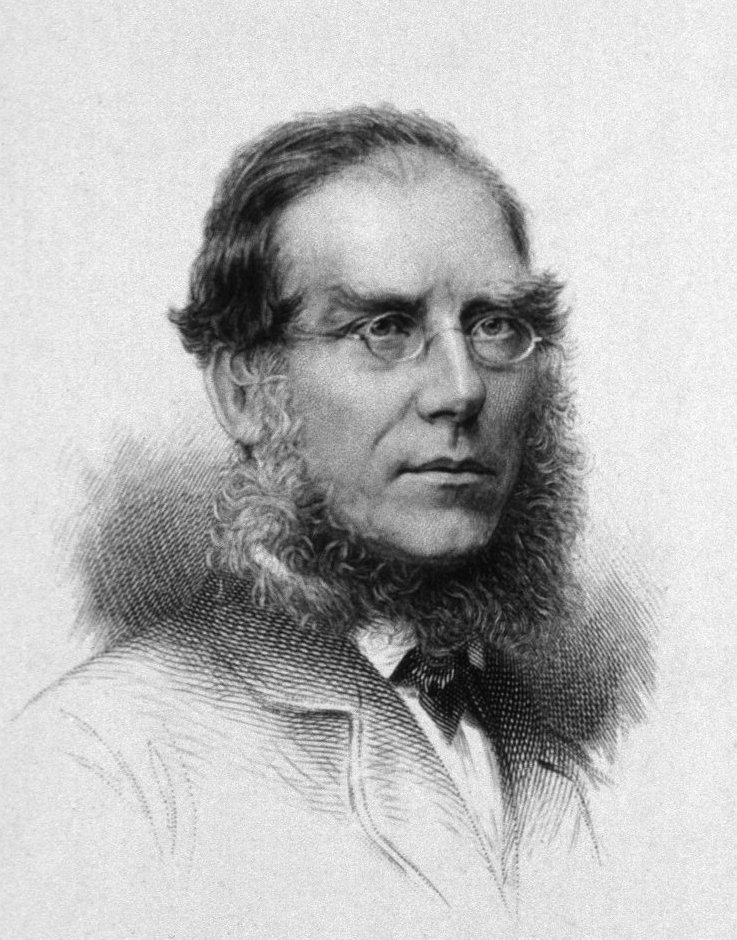
جوزيف دالتون هوكر

سير جوزيف دالتون هوكر (بالإنجليزية: Joseph Dalton Hooker)‏، الحاصل على وسام الاستحقاق، ووسام نجمة الهند، ووسام باث، وزمالة الجمعية الملكية (30 من يونيو 1817م - 10 من ديسمبر 1911م)، هو واحد من أعظم علماء النبات والمستكشفين في القرن التاسع عشر. وهو مؤسس علم النبات الجغرافي، وأقرب أصدقاء تشارلز داروين. وتولى إدارة الحدائق النباتية الملكية (كيو)، لمدة عشرين عامًا، خلافةً لأبيه ويليام جاكسون هوكر. ومُنِح أعلى مراتب الشرف في العلوم البريطانية.

## سيرة حياته

### المرحلة المبكرة
ولد هوكر في هالزورث، سوفولك، في إنجلترا. كان الابن الثاني لعالم النبات الشهير السير ويليام جاكسون هوكر وماريا سارة تيرنر، الابنة الكبرى للمصرفي داوسون تيرنر وأخت زوجة فرانسيس بالجراف. من سن السابعة، كان هوكر يحضر محاضرات والده في جامعة غلاسكو حيث كان يشغل منصب أستاذ ملكي في علم النبات. أظهر جوزيف اهتمامًا مبكرًا في توزيع النباتات وفي رحلات المستكشفين من أمثال كابتن جيمس كوك. تلقى جوزيف تعليمه في مدرسة غلاسكو الثانوية وأكمل دراسته للطب في جامعة غلاسكو، وتخرج حاصلاً على دكتوراه في الطب في عام 1839. أهلته تلك الدرجة العلمية للعمل في الخدمة الطبية البحرية: فانضم إلى بعثة مستشكف المنطقة القطبية الشهير كابتن جيمس كلارك روس في رحلة استكشافية إلى القطب الجنوبي المغناطيسي بعدما تلقى عمولة للعمل كجراح على متن سفينة إتش إم إس إيرباص.

### وفاته ودفنه
توفي جوزيف هوكر أثناء نومه في منتصف الليل في منزله (الكامب، سونينغدال) في 10 ديسمبر 1911 بعد فترة مرض قصيرة غير خطيرة. وقدم العميد والراهب في دير وستمنستر مقبرة له بالقرب من مقبرة داروين في صحن الكنيسة ولكنه أصر على أن تحرق جثة هوكر قبل دفنه. رفضت أرملته، هياسينث، ذلك العرض. وفي النهاية تم دفن جثمان هوكر، كما تمنى، بجوار جثمان والده في مدفن كنيسة سانت آن في كيو، بأراضي «كيو جرين» على مقربة من حدائق كيو.

## نباتات وصفها جوزيف دالتون هوكر
الأصنوفات الأدنى لهذا الكائن:
- كود سباركل
- تحديث القائمة

نوع:أذن الفأر القطبي الجنوبي 
اسم علمي: Myosotis antarctica

نوع:ريتشية قائمة 
اسم علمي: Ritchiea erecta

نوع:معضوضة متعددة الأزهار 
اسم علمي: Momordica multiflora

نوع:Acriopsis ridleyi 
اسم علمي: Acriopsis ridleyi

نوع:Actinodaphne hirsuta 
اسم علمي: Actinodaphne hirsuta

نوع:Actinodaphne pisifera 
اسم علمي: Actinodaphne pisifera

نوع:Adesmia lanata 
اسم علمي: Adesmia lanata

نوع:Adesmia pumila 
اسم علمي: Adesmia pumila

نوع:Aerva wightii 
اسم علمي: Aerva wightii

نوع:Agrostophyllum glumaceum 
اسم علمي: Agrostophyllum glumaceum

نوع:Agrostophyllum majus 
اسم علمي: Agrostophyllum majus

نوع:Allium ellisii 
اسم علمي: Allium ellisii

نوع:Alseodaphne peduncularis 
اسم علمي: Alseodaphne peduncularis

نوع:Anoectochilus tetrapterus 
اسم علمي: Anoectochilus tetrapterus

نوع:Arundinella laxiflora 
اسم علمي: Arundinella laxiflora

نوع:Arundinella leptochloa 
اسم علمي: Arundinella leptochloa

نوع:Aulacocalyx jasminiflora 
اسم علمي: Aulacocalyx jasminiflora

نوع:Barclaya motleyi 
اسم علمي: Barclaya motleyi

نوع:Beilschmiedia clarkei 
اسم علمي: Beilschmiedia clarkei

نوع:Beilschmiedia gammieana 
اسم علمي: Beilschmiedia gammieana

نوع:Blainvillea amazonica 
اسم علمي: Blainvillea amazonica

نوع:Bosea amherstiana 
اسم علمي: Bosea amherstiana

نوع:Breynia coronata 
اسم علمي: Breynia coronata

نوع:Bridelia assamica 
اسم علمي: Bridelia assamica

نوع:Celmisia coriacea 
اسم علمي: Celmisia coriacea

نوع:Celmisia verbascifolia 
اسم علمي: Celmisia verbascifolia

نوع:Celosia boivinii 
اسم علمي: Celosia boivinii

نوع:Cerastium thomsonii 
اسم علمي: Cerastium thomsonii

نوع:Ceratopyxis verbenacea 
اسم علمي: Ceratopyxis verbenacea

نوع:Chiloglottis cornuta 
اسم علمي: Chiloglottis cornuta

نوع:Chironia purpurascens 
اسم علمي: Chironia purpurascens

نوع:Chrysanthellum pusillum 
اسم علمي: Chrysanthellum pusillum

نوع:Cleistanthus gracilis 
اسم علمي: Cleistanthus gracilis

نوع:Commidendrum burchellii 
اسم علمي: Commidendrum burchellii

نوع:Connarus wightii 
اسم علمي: Connarus wightii

نوع:Corallocarpus welwitschii 
اسم علمي: Corallocarpus welwitschii

نوع:Cucumis pustulatus 
اسم علمي: Cucumis pustulatus

نوع:Cyathula ceylanica 
اسم علمي: Cyathula ceylanica

نوع:Cyrtandra oblongifolia 
اسم علمي: Cyrtandra oblongifolia

نوع:Dalbergia saxatilis 
اسم علمي: Dalbergia saxatilis

نوع:Dendrobium grande 
اسم علمي: Dendrobium grande

نوع:Dendrobium kentrochilum 
اسم علمي: Dendrobium kentrochilum

نوع:Dendrochilum linearifolium 
اسم علمي: Dendrochilum linearifolium

نوع:Diaperia candida 
اسم علمي: Diaperia candida

نوع:Dichelachne sciurea 
اسم علمي: Dichelachne sciurea

نوع:Didymochlamys whitei 
اسم علمي: Didymochlamys whitei

نوع:Diplospora pubescens 
اسم علمي: Diplospora pubescens

نوع:Dolichos simplicifolius 
اسم علمي: Dolichos simplicifolius

نوع:Dracaena maingayi 
اسم علمي: Dracaena maingayi

نوع:Eriocaulon collettii 
اسم علمي: Eriocaulon collettii

نوع:Eulophia lachnocheila 
اسم علمي: Eulophia lachnocheila

نوع:Fimbristylis fuscinux 
اسم علمي: Fimbristylis fuscinux

نوع:Galium ciliare 
اسم علمي: Galium ciliare

نوع:Habenaria elwesii 
اسم علمي: Habenaria elwesii

نوع:Habenaria kingii 
اسم علمي: Habenaria kingii

نوع:Habenaria polyodon 
اسم علمي: Habenaria polyodon

نوع:Haematostaphis barteri 
اسم علمي: Haematostaphis barteri

نوع:Hedyotis griffithii 
اسم علمي: Hedyotis griffithii

نوع:Helichrysum depressum 
اسم علمي: Helichrysum depressum

نوع:Hesperantha erecta 
اسم علمي: Hesperantha erecta

نوع:Hetaeria elata 
اسم علمي: Hetaeria elata

نوع:Heterophyllaea pustulata 
اسم علمي: Heterophyllaea pustulata

نوع:Hieracium patagonicum 
اسم علمي: Hieracium patagonicum

نوع:Kleinia grantii 
اسم علمي: Kleinia grantii

نوع:Lasianthus helferi 
اسم علمي: Lasianthus helferi

نوع:Lasianthus strigillosus 
اسم علمي: Lasianthus strigillosus

نوع:Leptactina mannii 
اسم علمي: Leptactina mannii

نوع:Lindera reticulata 
اسم علمي: Lindera reticulata

نوع:Litsea albicans 
اسم علمي: Litsea albicans

نوع:Lobelia roughii 
اسم علمي: Lobelia roughii

نوع:Machilus kurzii 
اسم علمي: Machilus kurzii

نوع:Macraea laricifolia 
اسم علمي: Macraea laricifolia

نوع:Malcolmia cabulica 
اسم علمي: Malcolmia cabulica

نوع:Mapania kurzii 
اسم علمي: Mapania kurzii

نوع:Oberonia gracilis 
اسم علمي: Oberonia gracilis

نوع:Oberonia insectifera 
اسم علمي: Oberonia insectifera

نوع:Oldenlandia lechleriana 
اسم علمي: Oldenlandia lechleriana

نوع:Olearia virgata 
اسم علمي: Olearia virgata

نوع:Oyedaea acuminata 
اسم علمي: Oyedaea acuminata

نوع:Ozothamnus glomeratus 
اسم علمي: Ozothamnus glomeratus

نوع:Pavetta wightii 
اسم علمي: Pavetta wightii

نوع:Phaius nanus 
اسم علمي: Phaius nanus

نوع:Phitopis multiflora 
اسم علمي: Phitopis multiflora

نوع:Potentilla unguiculata 
اسم علمي: Potentilla unguiculata

نوع:Psychotria penangensis 
اسم علمي: Psychotria penangensis

نوع:Raoulia hectorii 
اسم علمي: Raoulia hectorii

نوع:Rubus erythroclados 
اسم علمي: Rubus erythroclados

نوع:Senecio edgeworthii 
اسم علمي: Senecio edgeworthii

نوع:Senecio websteri 
اسم علمي: Senecio websteri

نوع:Solanum acanthodes 
اسم علمي: Solanum acanthodes

نوع:Sonchus angustissimus 
اسم علمي: Sonchus angustissimus

نوع:Stephanochilus omphalodes 
اسم علمي: Stephanochilus omphalodes

نوع:Stichoneuron membranaceum 
اسم علمي: Stichoneuron membranaceum

نوع:Tetramicra schoenina 
اسم علمي: Tetramicra schoenina

نوع:Thurnia sphaerocephala 
اسم علمي: Thurnia sphaerocephala

نوع:Trochomeria debilis 
اسم علمي: Trochomeria debilis

نوع:Urceolina latifolia 
اسم علمي: Urceolina latifolia

نوع:Urophyllum griffithianum 
اسم علمي: Urophyllum griffithianum

نوع:Vicia magellanica 
اسم علمي: Vicia magellanica

نوع:Zehneria racemosa 
اسم علمي: Zehneria racemosa

## وصلات خارجية
- جوزيف دالتون هوكر على موقع الموسوعة البريطانية (الإنجليزية)
- جوزيف دالتون هوكر على موقع إن إن دي بي (الإنجليزية)